# Samuel Pökälä
Samuel Pökälä est un coureur cycliste finlandais, né le 14 août 1990. Il est spécialiste du contre-la-montre mais prend part également à quelques cyclo-cross dans son pays.

## Palmarès sur route
- 2011
  - Hyvinkää ajo
- 2012
  - Simo Klimscheffskij's muistajo
- 2013
  -  Champion de Finlande du contre-la-montre
  - Lattomeri ajo
  - Prologue du Satakunnan Ajo
  - Rosendahl GP
  - 4e étape de l'U6 Cycle Tour
- 2014
  -  Champion de Finlande du contre-la-montre
  - 3e du championnat de Finlande sur route
- 2015
  -  Champion de Finlande sur route
  -  Champion de Finlande du contre-la-montre
- 2016
  -  Champion de Finlande du contre-la-montre
- 2017
  - 3e du championnat de Finlande du contre-la-montre

## Classements mondiaux
| Année           | 2014 | 2015 |
| --------------- | ---- | ---- |
| UCI Europe Tour | 430e | 278e |

## Palmarès en cyclo-cross
- 2012-2013
  -  Champion de Finlande de cyclo-cross
- 2012-2013
  -  Champion de Finlande de cyclo-cross